# Imitation
「Imitation」（イミテーション）は、榊原ゆいの4作目のシングル。2006年4月14日にHOBiRECORDSからリリースされた。
表題曲「Imitation」は、PCゲーム『Imitation Lover』のオープニングテーマになっており、カップリングには同ゲームエンディングテーマ「feel」が収録されている。

## 収録曲
1. Imitation
  - 作詞・作曲：榊原ゆい、編曲：幡手康隆
2. feel
  - 作詞・作曲：榊原ゆい、編曲：幡手康隆
3. Imitation（INSTRUMENTAL）
4. feel（INSTRUMENTAL）